# Seegebiet Mansfelder Land
Seegebiet Mansfelder Land é um município da Alemanha, situado no distrito de Mansfeld-Südharz, no estado de Saxônia-Anhalt. Tem 107,92 km² de área, e sua população em 2019 foi estimada em 8.880 habitantes.